# Merete Mazzarella
Signe Merete Mazzarella, född Schreck 4 februari 1945 i Helsingfors, är en finlandssvensk författare, kulturskribent och professor i litteraturvetenskap.

## Biografi
Merete Mazzarella är dotter till ambassadören Wilhelm Schreck och Annamarie Cleeman, som var danska. Faderns modersmål var finska men av praktiska skäl använde man svenska som hemspråk. Hon är uppvuxen i Schweiz, Kina, Turkiet och Storbritannien.
Merete Mazzarella var lektor i finlandssvensk litteratur vid Helsingfors universitet 1973–1995 och disputerade 1981 på en avhandling om Eyvind Johnson. Hon var docent i litteraturvetenskap vid Åbo Akademi 1988 och i finlandssvensk litteratur vid Helsingfors universitet 1992–1995. Hon innehade som vikarie professuren i nordisk litteratur vid Helsingfors universitet 1995–1998 och utsågs 1998 till ordinarie professor. Hon är kulturmedarbetare i tidningarna Hufvudstadsbladet, Nya Argus, Sydsvenskan, Svenska Dagbladet och Upsala Nya Tidning och blev hedersdoktor i medicin vid Uppsala universitet 2006.
Merete Mazzarella debuterade 1979 med den självbiografiska boken Först sålde de pianot om livet som ambassadörsbarn. Hon är främst känd för dels sina litteraturvetenskapliga verk, dels sina essäer kring olika fenomen i tiden, där hennes egna reflexioner och träffande analyser ofta på ett lätt humoristiskt sätt blandas med exempel ur skönlitteraturen.
Hon var gift första gången 1968–1977 med engelsklektorn Silvester Mazzarella, andra gången med litteraturhistorikern Lars Gustafsson och tredje gången från 2012 med Lars Hertzberg.

## Priser och utmärkelser
- 1995 – Fredrika Runeberg-stipendiet
- 2003 – Tollanderska priset
- 2004 – Lundequistska bokhandelns litteraturpris
- 2005 – Samfundet De Nios Särskilda pris
- 2007 – Tegnérpriset
- 2015 – Längmanska kulturfondens pris till finlandssvenska författare
- 2021 – Svenska Akademiens Finlandspris[2]